# Kristopher Beech
Kristopher Beech, dit Kris Beech (né le 5 février 1981 à Salmon Arm en Colombie-Britannique au Canada) est un joueur professionnel canadien de hockey sur glace.

## Carrière
Beech a commencé sa carrière dans la Ligue de hockey de l'Ouest aves les Hitmen de Calgary en 1996-97 avant d'être choisi pour jouer dans la Ligue nationale de hockey au cours du repêchage d'entrée dans la LNH 1999 par les Capitals de Washington au premier tour (7e joueur choisi au total).
En 2001 il rejoint les Penguins de Pittsburgh avec Michal Sivek, Ross Lupaschuk et des futures compensations en retour de Jaromír Jágr et František Kučera. Il joue la totalité de la saison 2001-2002 de la LNH avec les Penguins mais lors de la saison suivante, il joue également dans la Ligue américaine de hockey pour la franchise à celle de Pittsburgh: les Penguins de Wilkes-Barre/Scranton. Il en est le capitaine par roulement avec Tom Kostopoulos et Patrick Boileau puis l'année d'après il fait de même mais avec Alain Nasreddine.
Il rejoint en 2005 les Predators de Nashville puis l'année d'après en retour de Brendan Witt il retourne jouer pour les Capitals. Les Caps le font alors jouer dans la LAH avec les Bears de Hershey avec qui il gagne la Coupe Calder.
À l'été 2007, il signa un contrat avec les Blue Jackets de Columbus. Il ne joua que 16 rencontres avec eux avant de se voir être réclamé au ballotage par les Canucks de Vancouver le 10 janvier 2008. Il joue encore quelques matchs avec les Penguins de Pittsburgh avant de partir en Suède lors de la saison 2008-2009. Il commence la saison 2009-2010 au Genève-Servette HC, en Suisse.
Il détient le record du nombre de passes des Penguins de WBS sur une saison (2004-05) avec 48 réalisations.

## Statistiques
| Saison     | Équipe                       | Ligue      |     | Saison régulière | Saison régulière | Saison régulière | Saison régulière | Saison régulière |    | Séries éliminatoires | Séries éliminatoires | Séries éliminatoires | Séries éliminatoires | Séries éliminatoires |
| Saison     | Équipe                       | Ligue      | PJ  | B                | A                | Pts              | Pun              | PJ               | B  | A                    | Pts                  | Pun                  |                      |                      |
| 1996-1997  | Hitmen de Calgary            | LHOu       | 8   | 1                | 1                | 2                | 0                | -                | -  | -                    | -                    | -                    |                      |                      |
| 1997-1998  | Hitmen de Calgary            | LHOu       | 58  | 10               | 25               | 35               | 24               | 12               | 4  | 5                    | 9                    | 14                   |                      |                      |
| 1998-1999  | Hitmen de Calgary            | LHOu       | 68  | 26               | 41               | 67               | 103              | 6                | 1  | 4                    | 5                    | 8                    |                      |                      |
| 1999-2000  | Hitmen de Calgary            | LHOu       | 66  | 32               | 54               | 86               | 99               | 5                | 3  | 5                    | 8                    | 16                   |                      |                      |
| 2000-2001  | Hitmen de Calgary            | LHOu       | 40  | 22               | 44               | 66               | 103              | 10               | 2  | 8                    | 10                   | 26                   |                      |                      |
| 2000-2001  | Capitals de Washington       | LNH        | 4   | 0                | 0                | 0                | 2                | -                | -  | -                    | -                    | -                    |                      |                      |
| 2001-2002  | Penguins de Pittsburgh       | LNH        | 79  | 10               | 15               | 25               | 45               | -                | -  | -                    | -                    | -                    |                      |                      |
| 2002-2003  | Penguins de WBS              | LAH        | 50  | 19               | 24               | 43               | 76               | 5                | 1  | 1                    | 2                    | 0                    |                      |                      |
| 2002-2003  | Penguins de Pittsburgh       | LNH        | 12  | 0                | 1                | 1                | 6                | -                | -  | -                    | -                    | -                    |                      |                      |
| 2003-2004  | Penguins de WBS              | LAH        | 53  | 20               | 25               | 45               | 97               | 22               | 9  | 6                    | 15                   | 3                    |                      |                      |
| 2003-2004  | Penguins de Pittsburgh       | LNH        | 4   | 0                | 1                | 1                | 6                | -                | -  | -                    | -                    | -                    |                      |                      |
| 2004-2005  | Penguins de WBS              | LAH        | 68  | 14               | 48               | 62               | 146              | 11               | 4  | 6                    | 10                   | 14                   |                      |                      |
| 2005-2006  | Predators de Nashville       | LNH        | 5   | 1                | 2                | 3                | 0                | -                | -  | -                    | -                    | -                    |                      |                      |
| 2005-2006  | Capitals de Washington       | LNH        | 5   | 0                | 0                | 0                | 4                | -                | -  | -                    | -                    | -                    |                      |                      |
| 2005-2006  | Admirals de Milwaukee        | LAH        | 48  | 18               | 32               | 50               | 48               | -                | -  | -                    | -                    | -                    |                      |                      |
| 2005-2006  | Bears de Hershey             | LAH        | 10  | 8                | 6                | 14               | 6                | 21               | 14 | 14                   | 28                   | 30                   |                      |                      |
| 2006-2007  | Capitals de Washington       | LNH        | 64  | 8                | 18               | 26               | 46               | -                | -  | -                    | -                    | -                    |                      |                      |
| 2007-2008  | Crunch de Syracuse           | LAH        | 16  | 5                | 10               | 15               | 22               | -                | -  | -                    | -                    | -                    |                      |                      |
| 2007-2008  | Blue Jackets de Columbus     | LNH        | 16  | 5                | 4                | 9                | 2                | -                | -  | -                    | -                    | -                    |                      |                      |
| 2007-2008  | Canucks de Vancouver         | LNH        | 4   | 1                | 1                | 2                | 0                | -                | -  | -                    | -                    | -                    |                      |                      |
| 2007-2008  | Penguins de Pittsburgh       | LNH        | 5   | 0                | 0                | 0                | 2                | -                | -  | -                    | -                    | -                    |                      |                      |
| 2008-2009  | HV 71                        | Elitserien | 45  | 17               | 17               | 34               | 116              | 18               | 3  | 3                    | 6                    | 22                   |                      |                      |
| 2009-2010  | Genève-Servette HC           | LNA        | 8   | 2                | 0                | 2                | 12               | -                | -  | -                    | -                    | -                    |                      |                      |
| 2009-2010  | HV 71                        | Elitserien | 44  | 4                | 8                | 12               | 56               | 16               | 5  | 2                    | 7                    | 10                   |                      |                      |
| 2010-2011  | HV 71                        | Elitserien | 48  | 14               | 17               | 31               | 50               | 4                | 0  | 0                    | 0                    | 0                    |                      |                      |
| 2011-2012  | Lukko                        | SM-liiga   | 59  | 15               | 20               | 35               | 79               | 3                | 0  | 0                    | 0                    | 4                    |                      |                      |
| 2012-2013  | HC ČSOB Pojišťovna Pardubice | Extraliga  | 21  | 2                | 6                | 8                | 16               | -                | -  | -                    | -                    | -                    |                      |                      |
| 2012-2013  | AIK IF                       | Elitserien | 23  | 3                | 2                | 5                | 16               | -                | -  | -                    | -                    | -                    |                      |                      |
| 2013-2014  | Straubing Tigers             | DEL        | 36  | 8                | 16               | 24               | 36               | -                | -  | -                    | -                    | -                    |                      |                      |
| 2013-2014  | Vienna Capitals              | EBEL       | 2   | 1                | 3                | 4                | 4                | 5                | 2  | 0                    | 2                    | 14                   |                      |                      |
| 2014-2015  | HC Innsbruck                 | EBEL       | 51  | 9                | 17               | 26               | 83               | -                | -  | -                    | -                    | -                    |                      |                      |
| 2015-2016  | Belfast Giants               | EIHL       | 52  | 22               | 22               | 44               | 58               | 2                | 0  | 1                    | 1                    | 0                    |                      |                      |
| Totaux LNH | Totaux LNH                   | Totaux LNH | 198 | 25               | 42               | 67               | 113              | -                | -  | -                    | -                    | -                    |                      |                      |

## Trophées et honneurs personnels
Elitserien
- 2010 : remporta le championnat avec le HV 71